# بخش زیسکی
بخش زیسکی (به لاتین: Zeysky District) یک منطقهٔ مسکونی در روسیه است که در استان آمور واقع شده‌است.